# Caíño tinto
Caíño tinto es una cepa de uva tinta (vitis vinifera), autóctona de Galicia, en España, aunque también es conocida como Borraçal en el norte de Portugal, donde también se cultiva.  Se trata de una uva que madura tardíamente. El rendimiento es bajo. Tiene racimos de tamaño mediano y no muy compactos. Sus bayas presentan color azul oscuro. Según la Orden APA/1819/2007, de 13 de junio (BOE del día 21), esta variedad está recomendada en la comunidad autónoma de Galicia. Se utiliza en la Denominación de Origen Rías Baixas y también en la Ribeiro. Existe otra variedad blanca, llamada caíño blanco.

## Sinónimos
Otros nombres con los que se conoce a esta variedad son: amaral, azal tinto, cainho cravo, caíño cahíño cachón, caíño longo, cachorro y tinta femia (en la zona del Morrazo).